# Хлорид ртути(I)
Хлори́д рту́ти(I), также ка́ломель, дихлорид диртути, хлори́д дирту́ти(2+) — неорганическое вещество с формулой {\displaystyle {\mathsf {Hg_{2}Cl_{2}}}}, соединение ртути и хлора. Относится к классу бинарных соединений, может рассматриваться как димер соли одновалентной ртути и соляной кислоты (см. кластер). Кристаллическое вещество белого цвета.

## Нахождение в природе
Хлорид ртути(I) в природе встречается в виде минерала каломели (устаревшее название — роговая ртуть). Цвет минерала от светло-жёлтого до коричневого, твёрдость по шкале Мооса 1,5 — 2.

## Физические свойства
Хлорид ртути(I) — кристаллическое вещество белого цвета, на свету темнеет. Легколетучий, нерастворим в воде (растворимость 3,4⋅10−4 г/л), этаноле, эфире; растворяется в бензоле, пиридине. Не образует кристаллогидратов. Возгоняется с разложением при температуре 383—400 °C
Кристаллическая решётка тетрагональной сингонии, пространственная группа I 4/mmm, параметры ячейки a = 0,445 нм, c = 1,089 нм, Z = 2.

## Химические свойства
Хлорид ртути(I) не реагирует со щелочами.
Окисляется до соединений ртути(II):
- в горячей концентрированной серной кислоте

{\displaystyle {\mathsf {Hg_{2}Cl_{2}\ +\ 2H_{2}SO_{4}\ \longrightarrow \ HgCl_{2}\ +\ HgSO_{4}\downarrow +\ SO_{2}\uparrow +\ 2H_{2}O}}}
- в горячей концентрированной азотной кислоте

{\displaystyle {\mathsf {Hg_{2}Cl_{2}\ +\ 4HNO_{3}\ \longrightarrow \ HgCl_{2}\ +\ Hg(NO_{3})_{2}\ +\ 2NO_{2}\uparrow +\ 2H_{2}O}}}
Восстанавливается до металлической ртути сильными восстановителями, например хлоридом олова(II) в соляной кислоте:
{\displaystyle {\mathsf {Hg_{2}Cl_{2}\ +\ SnCl_{2}\ +\ 2HCl\ \longrightarrow \ 2Hg\downarrow +\ H_{2}[SnCl_{6}]}}}
Под действием хлора каломель окисляется с образованием сулемы:
{\displaystyle {\mathsf {Hg_{2}Cl_{2}\ +\ Cl_{2}\ \longrightarrow \ 2HgCl_{2}}}}
Дисмутирует на металлическую ртуть и соединения ртути(II):
- в разбавленных кислотах (медленно) или при нагревании выше 400 °C

{\displaystyle {\mathsf {Hg_{2}Cl_{2}\ \longrightarrow \ HgCl_{2}\ +\ Hg}}}
- в растворе аммиака образуется так называемый белый неплавкий преципитат

{\displaystyle {\mathsf {Hg_{2}Cl_{2}\ +\ 2(NH_{3}\cdot H_{2}O)\ \longrightarrow \ [Hg(NH_{2})Cl]\downarrow +\ Hg\downarrow +\ NH_{4}Cl\ +\ 2H_{2}O}}}
При температуре возгонки в газовой фазе частично разлагается с образованием мономера:
{\displaystyle {\mathsf {Hg_{2}Cl_{2}\ \rightleftarrows \ 2HgCl}}}

## Получение
Хлорид ртути(I) может быть получен:
- с помощью реакций ионного обмена, например осаждением хлоридом калия из раствора динитрата диртути(I) в разбавленной азотной кислоте

{\displaystyle {\mathsf {Hg_{2}(NO_{3})_{2}+\ 2KCl\longrightarrow Hg_{2}Cl_{2}\downarrow +\ 2KNO_{3}}}}
- взаимодействием хлорида ртути(II) и металлической ртути при высокой температуре

{\displaystyle {\mathsf {HgCl_{2}\ +\ Hg\ {\xrightarrow {250-300\ ^{\circ }C}}Hg_{2}Cl_{2}}}}
- взаимодействием хлорида ртути(II) с цианидом ртути(II):

{\displaystyle {\mathsf {HgCl_{2}\ +\ Hg(CN)_{2}\ \xrightarrow {70-120^{\circ }C} \ Hg_{2}Cl_{2}\ +\ C_{2}N_{2}\uparrow }}}

## Применение
Хлорид ртути(I) используется для изготовления каломельного электрода сравнения, как антисептик, в качестве катализатора, для синтеза ртутьорганических соединений.

## Токсичность
Хлорид ртути(I) является среднетоксичным веществом для теплокровных существ: LD50 для крыс 210 мг/кг (пероральная), 1500 мг/кг (дермальная). Вызывает раздражение кожи, слизистых оболочек, сильное раздражение глаз. При попадании внутрь организма главным образом поражаются печень, почки, ЖКТ, ЦНС. Очень токсичен для водных организмов: LC50 для Daphnia magna составляет 0,002 мг/л в течение 48 ч.
ПДК (в пересчёте на ртуть) составляет: в воздухе рабочей зоны 0,2 мг/м³, в атмосферном воздухе 0,0003 мг/м³, в воде водоёмов 0,001 мг/л.